# الجدل حول السخرة في شركة أسو للتعدين
أسرى حرب 

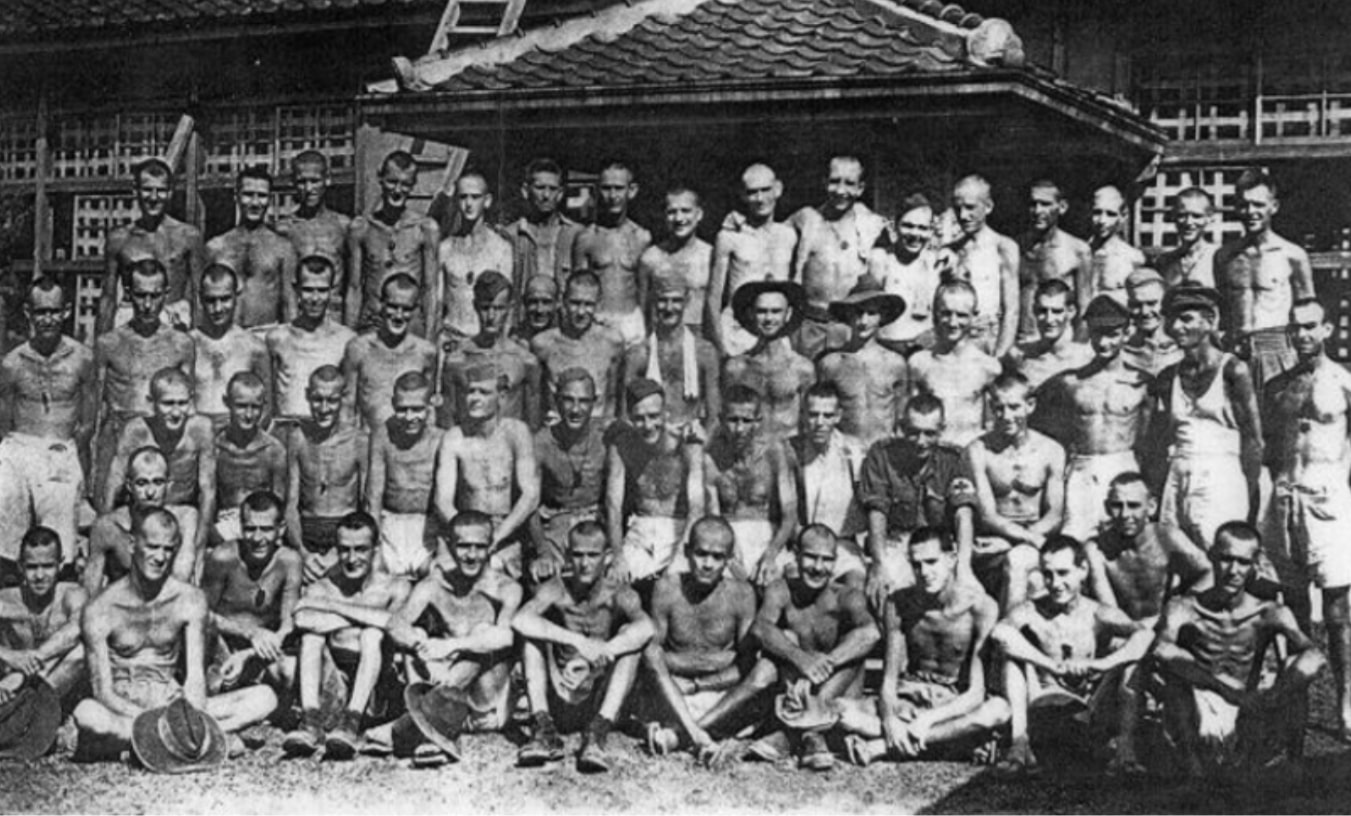
أستراليون مجبرون على العمل في شركة أسو للتعدين، وقد التقطت الصورة في أغسطس 1945.

 يتعلق الجدل حول السخرة في شركة أسو للتعدين باستخدام أسرى حرب قوات الحلفاء والمجندين الكوريين للعمل في شركة أسو للتعدين (Aso Mining Company) في اليابان خلال الحرب العالمية الثانية. وأكد العمال الناجون وسجلات أخرى أن السجناء والمجندين أجبروا على العمل في ظل ظروف قاسية وغير آدمية مقابل أجر زهيد جدًا وأن بعضهم مات، على الأقل من بين الأسباب، سوء المعاملة في المنجم.
بالرغم من إعلان مصادر الإعلام الغربي عن ذلك، فقد رفض رئيس الوزراء الياباني تارو أسو، الذي تمتلك عائلته المباشرة الشركة، التي تسمى الآن أسو جروب (Aso Group)، أكثر من مرة التأكيد على استخدام شركة عائلته العمالة الجبرية حتى عام 2009 عندما اعترفت الحكومة اليابانية بحدوث ذلك. ومنذ ذلك الحين، طلب العديد من أسرى الحرب الأستراليين السابقين الناجين من أسو والشركة الاعتذار، ولكن كلاً من أسو والشركة رفضا تقديم الاعتذار.

## الإنكارات
في منتصف عام 2008، اعترف تارو أسو أن منجم الفحم الذي تمتلكه عائلته، شركة أسو للتعدين، زعم ضلوعها في إجبار أسرى من قوات التحالف على العمل في المناجم في عام 1945 بدون مقابل. وذكر الإعلام الغربي أن 300 سجين، من بينهم 197 أستراليًا و101 بريطاني وهولنديين عملوا في المنجم. وقد مات أستراليان، جون واطسون وليزلي إدجار جورج ويلكي، أثناء عملهما في منجم أسو. بالإضافة إلى ذلك، عمل 10 آلاف مجند كوري في المنجم في الفترة 1939 و1945 في ظل ظروف قاسية وغير آدمية أودت بحياة العديد منهم أو أصيبوا بينما كانوا يتلقون أجرًا زهيدًا. وبمعزل عن اعتراف أسو، فلم تعترف الشركة قط باستخدام السخرة أو علقت على المسألة. ويدير الشركة حاليًا، المعروفة الآن باسم أسو جروب، شقيق أسو الأصغر. وتعمل زوجة أسو في مجلس إدارتها. وكان تارو أسو رئيس شركة أسمنت أسو، خليفة شركة أسو للتعدين، في سبعينيات القرن العشرين قبل دخول المجال السياسي.

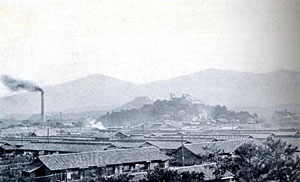
صورة لمنجم أسو بالقرب من مدينة فوكوكا التقطت في عام 1933.خلال

 فترة عمل أسو وزيرًا لـوزارة الشؤون الخارجية اليابانية، رفضت الوزارة تأكيد عدم تقديم تفسيرات من الجانب الياباني على استخدام الشركات اليابانية السخرة وتحدت الصحفيين غير اليابانيين على التمكن من دعم ادعاءاتهم بأدلة. وفي أكتوبر 2008، سأل عضو البرلمان شوكيشي كينا عما إذا كانت قد قدمت أية بيانات عن استخدام شركة أسو للتعدين العمالة الكورية لحكومة كوريا الجنوبية التي طلبت الحصول على هذه البيانات. ورد أسو بأن إدارته لن تكشف عن كيفية رد المؤسسات الفردية على التساؤلات الكورية.
في 13 نوفمبر 2008، أثناء مناقشة عقدتها لجنة مجلس الشيوخ المعنية بالشؤون الخارجية والدفاع بخصوص الجدل حول مقال تاموجامي، رفض أسو التأكيد على استخدام السخرة في منجم عائلته، مصرحًا بأنه، «لم يتم تاكيد أية حقائق». وأضاف أسو قائلاً، «كنت أبلغ أربعة أعوام، وربما خمسة، في ذلك الحين. لقد كنت صغيرًا جدًا لأتمكن من تمييز أي شيء في تلك السن.» وبعد رد يوكيهيا فوجيتا بأن السجلات في إدارة الأرشيف والوثائق الوطنية أكدت على استخدام السخرة في منجم عائلته، كرر أسو أنه «لم يتم تأكيد أية تفاصيل واقعية».

## الاعتراف وطلبات الاعتذار

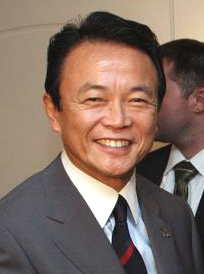
تارو أسوبناءً

على طلب من فوجيتا، أجرت وزارة الخارجية تحقيقات وأعلنت في 18 ديسمبر 2008 أن شركة أسو للتعدين استغلت بالفعل 300 أسير من قوات الحلفاء للعمل في منجمها خلال الحرب العالمية الثانية. وأكدت الوزارة أن الجنديين الأستراليين ماتا أثناء عملهما في المنجم، ولكنها رفضت الإفصاح عن اسميهما أو أسباب الوفاة لـ"أسباب تتعلق بالخصوصية". وصرّح فوجيتا أن "سياسة التعامل مع السجناء" مهمة من نواحٍ عدة للعلاقات الدبلوماسية، ويمثل إهمال هذه المسألة طوال هذه المدة مشكلة كبيرة".
في فبراير 2009، أعلن فوجيتا أنه أجرى لقاء مع ثلاثة أسرى أستراليين سابقين أجبروا على العمل في شركة أسو للتعدين. وأكد الثلاثة على أن ظروف العمل في المنجم كانت رهيبة، فقد كانوا يحصلون على كميات صغيرة من الطعام و«ثياب بالية» ليرتدوها. وأرسل المحاربون القدامى الثلاثة خطابات إلى تارو أسو يطالبونه بالاعتذار عن المعاملة السيئة التي عانوا منها في شركة أسو للتعدين وعلى رفض الاعتراف باستخدام شركة عائلته العمالة الجبرية مع أسرى الحرب. وطلب الجنود الثلاثة أيضًا من الشركة أن تدفع لها أجورهم مقابل الساعات التي عملوها. وصرّح فوجيتا أنه ينبغي لأسو الاعتذار إلى العمال السابقين، بالإضافة إلى دفع أجورهم إذا لم يستطع إثبات أنهم حصلوا على النقود بالفعل، وأضاف، «بصفته رئيسًا للوزراء يمثل الدولة، فيتحتم على أسو أيضًا تحمل المسؤولية عن الماضي مثلما يتحملها عن المستقبل.» ولاحقًا في ذلك الشهر، اعترف أسو أن منجم عائلته استخدم عمالة من أسرى الحرب.
في يونيو 2009، سافر أسير الحرب السابق جوزيف كومبس وابن أسير آخر، جيمس ماكانولتي، إلى اليابان ليطالبا أسو شخصيًا بالاعتذار. وقال كومبس، «نود اعتذارًا عن المعاملة القاسية والظروف التي أجبرنا على العمل بها. ستظل ذكرى هذه الأيام في أذهاننا، ولكن الاعتذار سيخفف بعضًا من الألم الذي شعرنا به.» والتقى المسؤولون في شركة أسو جروب بكومبس وماكانولتي، ولكنهم رفضوا الاعتراف بأنهم أجبروا على العمل لصالح الشركة والاعتذار أو تقديم تعويض، حتى بعد أن أطلع كومبس وماكانولتي مسؤولي الشركة على سجلات تعود لعام 1946 تظهر استخدام السخرة مع أسرى الحرب في المنجم. وقد رفض تارو أسو مقابلتهما.